# 1. Fußball Club Burg e.V.
1. Fußball Club Burg e.V. é uma agremiação alemã, fundada em 1957, sediada na zona norte de Burg-Grambke, na cidade-estado de Bremen.

## História
O clube foi criado em 1957 e ganhou seu primeiro título de menor nível local em 1965. O FC se manteve na maior parte de sua trajetória na Kreisklasse através dos anos 1970, 1980 e na década de 1990, até que finalmente conseguiu a promoção para a Landesliga Bremen (VI) em 1997. 
Em 2004, conquistou o campeonato e avançou para a Verbandsliga Bremen (V), na qual conseguiu retrospectos médios até ser rebaixado em 2007. Sagrou-se vice-campeão do SC Weyhe na Landesliga em 2010, retornando ao que é atualmente a Bremen-Liga (V).